# Нік Свардсон
Ніколас Роджер Свардсон (англ. Nicholas Roger Swardson, нар. 9 жовтня 1976, Міннеаполіс) — американський актор, сценарист і продюсер. Вперше знявся у фільмі «Майже знаменитий» (2000). Пізніше, його кар'єру поповнили такі фільми, як «Клік: З пультом по життю» (2006), «Лава запасних» (2006), «Таємниця школи мистецтв» (2006), «Хлопчик на трьох» (2006), «Чак і Ларрі: Запальні молодята» (2007), «Леза слави: Звездуни на льоду» (2007), «Казки на ніч» (2008), «Не займайте Зохана» (2008), «Хлопцям це подобається» (2008), «Джек і Джилл» (2011), «Дружина напрокат» (2011), «Мій пацан» (2012). Всього з його участю налічується понад 40 фільмів. Озвучував персонажа Blake в повнометражному комп'ютерному анімаційному фільмі «Вольт» (2008).

## Ранні роки
Нік Свардсон народився в Міннеаполісі, в родині Роджера і Памели Свардсон. Він був молодшим дитиною в родині - у нього є сестра Рейчел і брат Джон.

## Кар'єра
Свою кар'єру Нік Свардсон почав у віці 18 років, виступаючи в комедійному клубі Міннеаполіса «Acme Comedy Co.». У 20 років він почав виступати на Американському комедійному фестивалі.

## Фільмографія
| Рік  |    | Українська назва                  | Оригінальна назва                   | Роль              |
| ---- | -- | --------------------------------- | ----------------------------------- | ----------------- |
| 2000 | ф  | Майже знамениті                   | Almost Famous                       | божевільний фанат |
| 2003 | ф  | Розшукуються в Малібу             | Malibu's Most Wanted                | Мока              |
| 2006 | ф  | Запасні гравці                    | The Benchwarmers                    | Гауї Гудмен       |
| 2006 | ф  | Хлопчик на трьох                  | Grandma's Boy                       | Джефф             |
| 2006 | ф  | Таємниця школи мистецтв           | Art School Confidential             | Меттью            |
| 2006 | ф  | Клік: З пультом по життю          | Click                               | продавець         |
| 2007 | ф  | Чак і Ларрі: Запальні молодята    | I Now Pronounce You Chuck and Larry | Кевін МакДонаф    |
| 2007 | ф  | Леза слави                        | Blades of Glory                     | Гектор            |
| 2008 | ф  | Хлопцям це сподобається           | The House Bunny                     | фотограф          |
| 2008 | ф  | Не займайте Зохана                | You Don't Mess with the Zohan       | Майкл             |
| 2008 | мф | Вольт                             | Bolt                                | Блейк (озвучення) |
| 2008 | ф  | Казки на ніч                      | Bedtime Stories                     | інженер           |
| 2011 | ф  | Дружина напрокат                  | Just Go with It                     | Едді Сіммс        |
| 2011 | ф  | Встигнути за 30 хвилин            | 30 Minutes or Less                  | Тревіс            |
| 2011 | ф  | Джек і Джилл                      | Jack and Jill                       | Тодд              |
| 2012 | ф  | Мій пацан                         | That's My Boy                       | Кенні             |
| 2013 | ф  | Будинок з паранормальними явищами | A Haunted House                     | екстрасенс        |
| 2013 | ф  | Однокласники 2                    | Grown Ups 2                         | Нік               |
| 2014 | ф  |                                   | Back in the Day                     | Рон Фрімен        |
| 2015 | ф  | Пікселі                           | Pixels                              | жертва            |
| 2015 | мф | Монстри на канікулах 2            | Hotel Transylvania 2                | Келсі (озвучення) |
| 2015 | ф  | Безглузда шістка                  | The Ridiculous 6                    | Неллі Патч        |
| 2016 | ф  | Все знову                         | The Do-Over                         | Боб               |
| 2017 | ф  | Сенді Векслер                     | Sandy Wexler                        | Гері Роджерс      |
| 2019 | ф  |                                   | Buddy Games                         | Бендер            |
| 2019 | ф  |                                   | Airplane Mode                       | Естебан           |
| 2020 | ф  | Не та дівчина                     | The Wrong Missy                     | Нейт              |